# Frenchcore
La Frenchcore è un sottogenere della Hardcore techno proposto soprattutto in Francia. È un genere molto veloce e ritmato caratterizzato da sonorità rave. I tratti distintivi rispetto alle altre forme di hardcore sono la cassa "dritta" e acida e il basso in levare distorto e potente. In molti casi risulta avere influenze dall'ambiente Industrial o Tekno. Il tempo, quasi sempre in 4/4, si aggira solitamente tra i 190 e 230 BPM.

## Storia
La Frenchcore è nata, come suggerisce il nome, in Francia verso la metà degli anni novanta. In questo periodo la musica Hardcore era molto diffusa e molti artisti francesi come Manu le Malin e Laurent Hô erano soliti suonarla. Tuttavia, alcuni produttori iniziarono a distaccarsi dalle sonorità tipiche di questo genere dando vita ai vari stili conosciuti oggi. La Frenchcore nasce dai sottogeneri della Hardcore più ripetitivi e ballabili fortemente influenzati dal mondo dei free party.
Quello che può essere considerato a tutti gli effetti il primo progetto Frenchcore è il duo conosciuto come Micropoint, fondato da Radium (creatore anche di Psychik Genocide, la prima etichetta discografica interamente dedicata a questo stile) e Al Core nel 1992. Il genere inizierà a consolidarsi e a diffondersi proprio a seguito della pubblicazione del loro primo album nel 1998, Neurophonie.
Il genere nasce fortemente improntato su effetti ritmici, percussioni e loop industriali ma nella seconda metà degli anni 2000 inizia a svilupparsi un'altra corrente caratterizzata da arrangiamenti più melodici o psichedelici e casse intonate, influenzate dalla Hard trance e dalla UK Hardcore. Questa direzione alternativa, inizialmente speriamentata da artisti come The Speed Freak, Hunterwolf e Roms, ha raggiunto la sua maturità con la fondazione della Peacock Records da parte di Dr. Peacock nel 2013, e viene talvolta definita "Melodic" o "Euphoric", in contrapposizione con la tradizionale Frenchcore priva di elementi melodici importanti.
È proprio dall'inizio degli anni 2010 che il genere comincia a guadagnare consensi e a guadagnare spazio nei maggiori eventi hardcore o in festival dedicati.
In tempi recenti lo stile della Frenchcore si è sviluppato verso composizioni, armonie e ritmi più complessi, affiancando al classico 4/4 tempi non binari come il 3/8 e il 5/8 oltre a influenze dalla musica classica.
Attualmente i massimi esponenti del genere sono Dr. Peacock, Sefa, Radium, The Speed Freak, The Sickest Squad, Randy, The Braindrillerz, Adrenokrome, Sirio, Bit Reactors, X-Mind, Pattern J., Progamers, Chem D.